# Centrum för totalförsvar och samhällets säkerhet
Centrum för totalförsvar och samhällets säkerhet är en centrumbildning inom Försvarshögskolan (FHS) sedan 1 januari 2018. Centret utgör en egen organisationsenhet vid Försvarshögskolan sedan 2022. Verksamheten är förlagd till Försvarshögskolans lokaler i Stockholm och i Karlstad. Centrumbildningens kunskapsområden är totalförsvar, informationssäkerhet, terrorism och krisberedskap inom vilka  de genomför utbildningar, utredningar, utvärderingar och övningar på uppdrag av aktörer inom totalförsvar och samhällets säkerhet.
Centrum för totalförsvar och samhällets säkerhet är en sammanslagning av de tidigare separata organisationsenheterna Institutet för högre totalförsvarsutbildning (IHT), Centrum för asymmetriska hot och terrorstudier (Cats) och Nationellt centrum för krishanteringsstudier (Crismart) vid Försvarshögskolan. Centret består sedan 2022 av avdelningen för analysstöd, avdelningen för uppdragsutbildning och avdelningen för konceptutbildning, ett kansli samt forskningsverksamhet i projektform. Centret har ett fyrtiotal anställda samt ett nätverk bestående av nationella samt internationella forskare och praktiker.

## Chefer
- Fredrik Bynander, 2017-